# Ariadna daweiensis
Ariadna daweiensis là một loài nhện trong họ Segestriidae.
Loài này thuộc chi Ariadna. Ariadna daweiensis được Chang-Min Yin, Yajun Xu & Y. H. Bao miêu tả năm 2002.